# Федерація зелених
Федерація Зелених (італ. Federazione dei Verdi, FdV), яку часто називають Зеленими (Верді), була зеленою політичною партією в Італії. Вона була утворена в 1990 році шляхом злиття Федерації зелених списків і Райдужних зелених. FdV була частиною Європейської партії зелених і Глобальних зелених. У липні 2021 року її об'єднали в Green Europe.

## Історія

### Передісторія і заснування
Федерація Зеленого Списку була створена в 1984 році провідними екологами та антиядерними активістами, зокрема Джанні Маттіолі, Джанфранко Амендола, Массімо Скаліа та Олександр Лангер.
Партія дебютувала на загальних виборах 1987 року і отримала 2,6 % голосів, отримавши 13 місць у Палаті депутатів і двох сенаторів. Пізніше того ж року Зелені успішно провели три референдуми, спрямовані на припинення ядерної енергетики в Італії, які були запропоновані ліволіберальною Радикальною партією та врешті підтримані трьома основними партіями країни (християнськими демократами, комуністами та соціалістами).
На виборах до Європейського парламенту 1989 року було дві конкуруючі зелені партії: LV і Rainbow Greens (VA), сформовані в основному радикалами, включаючи Аделаїду Аглієтту, Франко Корлеоне, Адель Фаччіо, Марко Тарадаша та Франческо Рутеллі, а також відколами від Пролетарії Демократія, включаючи Маріо Капанна, Гвідо Полліче, Джанні Таміно та Едо Ронкі. Два списки разом отримали 6,2 % голосів, з яких 3,8 % для ЛВ і 2,4 % для Вірджинії, а також 5 євродепутатів.
1990 року обидві партії об'єдналися, щоб сформувати Федерацію зелених, яка успадкувала від LV символ «Усміхнене сонце» північноєвропейського антиядерного руху, розроблений датською активісткою Анною Лунд у 1975 році. На загальних виборах 1992 року нова партія отримала 2,8 % голосів, повернувши 16 депутатів і 4 сенаторів. Партія на короткий час була членом кабінету Чампі, сформованого 28 квітня 1993 року, його єдиний міністр пішов у відставку через день після церемонії присяги кабінету.

### Лівоцентристські коаліції
1993 року Зелені об'єдналися з Демократичною партією лівих (PDS) у Альянсі прогресистів, широкій лівій коаліції. У результаті Рутеллі був обраний мером Риму. До партії також приєднався Карло Ріпа ді Меана, колишній член Європейської комісії від соціалістів і міністр навколишнього середовища, який став лідером партії.
На виборах до Європейського парламенту 1994 року отримала 3,2 % голосів і отримала трьох членів Європарламенту, що стало найкращим результатом для спільної партії.
1995 року Зелені були членом-засновником коаліції «Оливкове дерево», а на загальних виборах 1996 року завдяки цьому альянсу та кільком кандидатам в одномандатних округах вони отримали 14 депутатів і 14 сенаторів, найбільшу кількість за всю історію. Після виборів Зелені очолювали лівоцентристські уряди Романо Проді, Массімо Д'Алема та Джуліано Амато. Ронкі був міністром навколишнього середовища (1996—2000), а Альфонсо Пекораро Сканіо — міністром сільського господарства (2000—2001).
Однак з 1996 року партія почала повільно занепадати. Деякі з його провідних членів залишили: Рутеллі (який був переобраний мером Риму) у 1997 році та Ріпа ді Меана у 1998 році Партія також зазнала конкуренції з боку кількох лівоцентристських партій, деякі з них були новими, як Демократи, одним із засновників яких був Рутеллі. На виборах до Європейського парламенту 1999 року Зелених було скорочено до 1,8 % і двох євродепутатів, що призвело до відставки Луїджі Манконі, який очолював партію з 1996 року Таким чином партія була реорганізована під керівництвом Грації Франческато, колишнього президента італійської секції Всесвітнього фонду природи (WWF).
На загальних виборах 2001 року Зелені сформували спільний список з італійськими демократичними соціалістами (SDI): Соняшник. Комбінація набрала 2,2 %, таким чином не перевищивши поріг у 4 %. Зелені обрали сім депутатів і десять сенаторів в одномандатних округах у складі коаліції «Оливкове дерево».

### Зрушення в крайній лівий край
Після альянсу з SDI, відносно центристською партією, Зелені пішли далеко вліво, що спонукало до виходу таких провідних членів, як Ронкі, Маттіолі, Скалія, Корлеоне та Манконі. Зелені з тих пір були частиною так званих «радикальних лівих», разом з Комуністичною партією відродження (PRC) і Партією італійських комуністів (PdCI).
На виборах до Європейського парламенту 2004 року Зелені отримали 2,5 % голосів і отримали двох членів Європарламенту.
У лютому 2005 року Зелені приєдналися до «Союзу», нового альянсу-наступника «Оливкового дерева», а секретар партії Альфонсо Пекораро Сканіо отримав 2,2 % голосів на відкритих первинних виборах лідера коаліції. На загальних виборах 2006 року партія була частиною переможної коаліції Союз і набрала 2,1 %, отримала 15 місць у Палаті депутатів. Список «Разом із Союзом», альянс зелених, комуністів і споживачів, отримав 4,2 % на виборах до Сенату, обравши 11 сенаторів, 5 з яких були зеленими. У 2006—2008 роках Пекораро Сканіо обіймав посаду міністра навколишнього середовища, а Паоло Ченто, національний координатор партії та лідер неглобальної фракції, був заступником міністра економіки та фінансів.
У листопаді 2006 року політична лінія Пекораро Сканіо була підтверджена на з'їзді партії, але Зелені також спробували знову відкрити двері для всіх колишніх членів. Спроба знову об'єднати італійських Зелених зазнала невдачі вже в січні 2007 року, коли Маттіолі, Скаліа та Корлеоне нарешті знову залишили партію, посилаючись на те, що вона надто сильно відходить вліво, і оголосили про свій намір брати участь у заснуванні Демократична партія (PD). У межах PD вони приєдналися до фракції екологів-демократів, до якої вже входили кілька колишніх Зелених (Манконі, Ронкі, Ліно Де Бенетті, Стефано Семенцато, Ермете Реалаччі, Джанні Вернетті, Франко Піро, Франческо Ферранте, Карла Роккі та ін.). У результаті Legambiente, найбільша екологічна асоціація Італії, виявила більшу підтримку PD, ніж самі Зелені.

### Поза парламентом
Напередодні загальних виборів 2008 року Зелені взяли участь у створенні виборчого списку «Ліві — Райдужні» разом із КНР, PdCI та Демократичними лівими (SD). Коаліція отримала лише 3,1 % голосів, а Зелені втратили представництво в парламенті.
Влітку 2008 року Грація Франческато, яка раніше була лідером, представляла правління партії та була підтримана лівим крилом Ченто, була обрана кермом партії, перемігши двох модернізаторів, Марко Боато та Фабіо Роджолані.
На виборах 2009 року Зелені сформували спільний список із Рухом лівих (MpS) — помірним відколом від КНР –, Соціалістичною партією (PS) — спадкоємицею SDI –, SD і Unite the Left (UlS): Ліві і Свобода (SL). Список набрав лише 3,1 % голосів і не запропонував жодного депутата Європарламенту. Після виборів було вирішено перетворити SL на постійну федерацію, яка згодом перетвориться на спільну партію під назвою Ліва екологічна свобода (SEL), і Франческато хотів, щоб Зелені приєдналися до неї.
Однак під час партійного з'їзду в жовтні 2009 року партія відхилила пропозицію, обравши з невеликим відривом Анджело Бонеллі, кандидата від ліберальної фракції на чолі з Боато, замість кандидата Франческато, Лоредани Де Петріс. Після свого обрання, яке ознаменувало кінець домінування внутрішнього лівого крила над партією, Бонеллі оголосив, що партія буде проводити незалежний від SL курс і спробує об'єднати нові «екологічні установчі збори» за моделлю Французька Європа Екологія. Франческато, Де Петріс і Ченто продовжували підтримувати SL як Асоціацію екологів і з часом покинули партію Зелених.

### Нові коаліції
У вересні 2010 року Зелені запустили Установчі збори Екологів. На думку Бонеллі, нова політична сила черпатиме натхнення як у французьких Verts, так і у німецьких Grünen і буде відкритою для участі рухів та асоціацій, зокрема Руху п'яти зірок (M5S) Беппе Грілло. Окрім Зелених, до складу нової політичної сили увійшли, зокрема, Массімо Скалія (колишній лідер Зелених), Бруно Меллано (президент Італійських радикалів), кінорежисер Маріо Монічеллі, письменник Дачія Мараїні, геолог Маріо Тоцці та комік Джоббе. Коватта. У результаті в листопаді 2011 року було офіційно створено коаліцію «Екологи та громадські мережі» (Ecologisti e Reti Civiche, ERC), але це був лише короткочасний експеримент.
2012 року Бонеллі балотувався в мери Таранто, набравши 11,9 % голосів.
На загальних виборах 2013 року Зелені були частиною коаліції Громадянської революції, яка отримала лише 2,2 % голосів і жодного місця. У травні ERC було розпущено, а в листопаді під час партійного з'їзду Луана Занелла була обрана співсекретарем разом із Бонеллі.
Зелені брали участь у виборах до Європейського парламенту 2014 року разом із Зеленою Італією (GI), зеленою партією, заснованою в 2013 році на чолі з Монікою Фрассоні та Фабіо Граната, у спільному списку Європейські зелені — Зелена Італія. Виборчий список набрав 0,9 % голосів і не повернув жодного євродепутата.
У січні 2015 року сенатор Бартоломео Пепе, колишній член M5S, приєднався до партії, забезпечивши їй представництво в парламенті через сім років. У червні інший колишній сенатор від M5S, Паола Де Пін, приєдналася до Зелених і разом із сенатором Пепе перебувала в групі «Великі автономії та свобода». І Пепе, і Де Пін скоро покинуть вечірку. Інший колишній сенатор M5S, Крістіна Де П'єтро, приєднається до Зелених у листопаді 2016 року і залишить наступного року.
У листопаді 2015 року під час з'їзду партії Коватта був обраний прес-секретарем, змінивши Бонеллі та Занеллу. Однак незабаром роль Коватти перетворилася на роль свідчення. У лютому 2017 року партія призначила Бонеллі та Фіореллу Забатту поточними координаторами, а Занеллу — міжнародним секретарем. Пізніше того ж року координаторами було троє: Бонеллі, Занелла та Джанлука Каррабс, який представляв партійну меншість.

### Повернення до лівого центру
У грудні 2017 року на внутрішньому референдумі 73 % членів Зелених проголосували за повернення їхньої партії до помірної лівоцентристської коаліції на чолі з PD. Таким чином, Зелені разом з Італійською соціалістичною партією та Громадянською зоною сформували виборчий список «Разом» на загальних виборах 2018 року. Коли результати були оголошені, список отримав лише 0,6 % голосів і жодного місця; крім того, жоден Зелений не був обраний в одномандатних виборчих округах. Після виборів Бонеллі пішов у відставку з виконавчої влади, а решта двох координаторів, Занелла та Каррабс, очолили перехід.
У грудні 2018 року під час з'їзду партії Маттео Бадіалі та Елена Гранді, яких підтримували Бонеллі та Занелла, були обрані спікерами партії.
Напередодні виборів до Європарламенту 2019 року партія сформувала Зелену Європу (EV), спільний виборчий список із Спільною Італією (IiC) та GI. Альянс був посилений Марко Афронте, який був обраний від M5S у 2014 році та приєднався як незалежний до групи Зелених–Європейського вільного альянсу та Європейської партії зелених, і зрештою оголосив у Facebook, що він приєднався до FdV. Однак незабаром IiC покинув Зелених, щоб сформувати альтернативний альянс із ліберальною партією More Europe. Список набрав 2,3 % голосів, що є значним покращенням порівняно з 2014 роком, але все ще недостатньо, щоб перевищити бар'єр у 4 %.
На регіональних виборах в Італії 2020 року партія Зелена Європа здобула місця в Емілії-Романьї, Венето, Марке та Кампанії. Разом із місцем, здобутим у Трентіно у 2018 році, Зелені мали загалом 5 місць у регіональних радах, що є їхнім найкращим результатом щодо представництва за останнє десятиліття.
У березні 2021 року Росселла Муроні (GI) покинула групу Free and Equal, щоб заснувати її разом із Лоренцо Фіорамонті (GI, колишній M5S), Алессандро Фузаччіа (Italian Radicals, колишній +E), Андреа Чекконі (екс-M5S) і Антоніо Ломбардо (колишній M5S), натомість підгрупа FdV у Змішаній групі.
У липні 2021 року FdV було об'єднано з EV.

## Народна підтримка
За свою історію Зелені ніколи не змогли досягти успіху на виборах багатьох зелених партій по всій Європі. Вони мали стабільну частку голосів близько 2 % і зазнали невеликого спаду в 2010-х роках. Їх характеристика як крайньої лівої партії не допомогла їм у Північній Італії, де вони мали найкращі результати на початку (наприклад, 7,1 % на регіональних виборах у Венеції 1990 року).
Зелені були сильнішими в містах і міських районах (Мілан, Венеція, Рим, Неаполь тощо), у північних гірських регіонах, таких як Трентіно-Альто-Адідже/Південний Тіроль (особливо в Південному Тіролі, де вони були організовані в місцеві Зелені, ширша ліва партія) і Валле-д'Аоста (де місцева секція Альтернативних Зелених була об'єднана в Автономію Свободи Участь Екологія в 2010 році), а також у деяких південних регіонах, таких як Базиліката і Кампанія.

## Результати виборів

### Італійський парламент
| Палата депутатів |                 |     |          |      |                         |
| Рік виборів      | голосів         | %   | Місця    | +/−  | Лідер                   |
| 1987 рік         | 969 218         | 2,5 | 13 / 630 | –    | Gianni Mattioli         |
| 1992 рік         | 1 093 995       | 2.8 | 16 / 630 | ▲ 3  | Carlo Ripa di Meana     |
| 1994 рік         | 1 047 268       | 2,7 | 11 / 630 | ▼ 5  | Carlo Ripa di Meana     |
| 1996 рік         | 938 665         | 2,5 | 14 / 630 | ▲ 3  | Carlo Ripa di Meana     |
| 2001 рік         | 805.340 (з SDI) | 2.2 | 8 / 630  | ▼ 5  | Grazia Francescato      |
| 2006 рік         | 783 944         | 2,1 | 15 / 630 | ▲ 7  | Alfonso Pecoraro Scanio |
| 2008 рік         | в SA            | –   | 0 / 630  | ▼ 15 | Alfonso Pecoraro Scanio |
| 2013 рік         | в RC            | –   | 0 / 630  | –    | Angelo Bonelli          |
| 2018 рік         | в Разом         | –   | 0 / 630  | –    | Angelo Bonelli          |

| Сенат Республіки |                    |     |          |      |                         |
| Рік виборів      | голосів            | %   | Місця    | +/−  | Лідер                   |
| 1987 рік         | 634 182            | 1,9 | 1 / 315  | –    | Gianni Mattioli         |
| 1992 рік         | 1 022 558          | 3,0 | 4 / 315  | ▲ 3  | Carlo Ripa di Meana     |
| 1994 рік         | в AdP              | –   | 7 / 315  | ▲ 3  | Carlo Ripa di Meana     |
| 1996 рік         | в Уливо            | –   | 14 / 315 | ▲ 7  | Carlo Ripa di Meana     |
| 2001 рік         | в Уливо            | –   | 8 / 315  | ▼ 6  | Grazia Francescato      |
| 2006 рік         | 1 423 226 (з PdCI) | 4,2 | 11 / 315 | ▲ 3  | Alfonso Pecoraro Scanio |
| 2008 рік         | в SA               | –   | 0 / 315  | ▼ 11 | Alfonso Pecoraro Scanio |
| 2013 рік         | в RC               | –   | 0 / 315  | –    | Angelo Bonelli          |
| 2018 рік         | в Разом            | –   | 0 / 315  | –    | Angelo Bonelli          |

### Європейський парламент
| Європейський парламент |                      |                      |        |           |                         |
| Рік виборів            | голосів              | %                    | Місця  | +/−       | Лідер                   |
| 1994 рік               | 1 055 797            | 3,2                  | 3 / 87 | –         | Carlo Ripa di Meana     |
| 1999 рік               | 548 908              | 1,8                  | 2 / 87 | ▼</img> 1 | Grazia Francescato      |
| 2004 рік               | 803 356              | 2,5                  | 2 / 78 | –         | Alfonso Pecoraro Scanio |
| 2009 рік               | на ліворуч і свободу | на ліворуч і свободу | 0 / 72 | –         | Alfonso Pecoraro Scanio |
| 2014 рік               | 250 102 (як GI–VE)   | 0,9                  | 0 / 73 | –         | Angelo Bonelli          |
| 2019 рік               | 621 492 (як EV)      | 2,3                  | 0 / 73 | –         | Angelo Bonelli          |

## Лідерство
Партію послідовно очолювали речники, президенти та координатори. Жирним виділено справжніх лідерів того часу.
- Прес-секретар: Джанні Франческо Маттіолі (1991—1993), Карло Ріпа ді Меана (1993—1996), Луїджі Манконі (1996—1999), Грація Франческато (2008—2009), Анджело Бонеллі / Луана Занелла (2013—2015), Джоббе Коватта (2015—2017), Маттео Бадіалі / Елена Гранді (2018—2021)
- Президент: Грація Франческато (1999—2001), Альфонсо Пекораро Сканіо (2001—2008), Анджело Бонеллі (2009—2013)
- Виконавчий координатор: Анджело Бонеллі (2001—2004), Паоло Ченто (2004—2006), Массімо Фундаро (2006—2009), Анджело Бонеллі / Фіорелла Забатта (2017), Анджело Бонеллі / Луана Занелла / Джанлука Каррабс (2017—2018), Луана Занелла / Джанлука Каррабс (2018), Анджело Бонеллі (2019—2021)
- Президент Федеральної ради: Франко Корлеоне (1993—1997), Массімо Скалія (1997—1999)
- Лідер партії в Палаті депутатів: Джанні Франческо Маттіолі (1987—1989), Лаура Чіма (1989—1991), Массімо Скалія (1991—1992), Франческо Рутеллі (1992—1993), Джанні Франческо Маттіолі (1993—1994, заст.) — лідер групи PDS у 1994—1996), Анна Марія Прокаччі (1996—2001), Альфонсо Пекораро Сканіо (2001—2006), Анджело Бонеллі (2006—2008)
- Лідер партії в Сенаті: Марко Боато (1987—1992), Карла Роккі (1992—1994), Едо Ронкі (1994—1996), Мауріціо П'єроні (1996—2001), Стефано Боко (2001—2006), Натале Ріпамонті (заступник) — лідер групи PdCI –Green, 2006—2008)
- Лідер партії в Європейському парламенті: Александр Лангер (1989—1994), Джанні Таміно (1994—1999), Джорджіо Челлі (1999—2004), Моніка Фрассоні (2004—2009)

1. ↑  http://www.calames.abes.fr/pub/lacontemporaine.aspx#details?id=FileId-884
2. ↑  Partiti politici ammessi al beneficio della destinazione volontaria del due per mille dell'IRPEF — 2001.
3. 1 2 3 4 5 6  Robert Biorcio (2016). Green Parties in Southern Europe. У Emilie van Haute (ред.). Green Parties in Europe. Routledge. с. 182—183. ISBN 978-1-317-12454-2.
4. 1 2 3 4 5 6 7  Miranda Schreurs, ред. (2009). The A to Z of the Green Movement. Scarecrow Press. с. 132—133. ISBN 978-0-8108-7041-3.
5. ↑  4th parliamentary term | Carlo RIPA DI MEANA | MEPs | European Parliament. www.europarl.europa.eu. 15 серпня 1929.
6. ↑  Rai News: le ultime notizie in tempo reale – news, attualità e aggiornamenti. www.rainews24.it.
7. ↑  Soli o a sinistra? Rissa all' assemblea dei Verdi. Corriere della Sera. Процитовано 10 листопада 2013.
8. ↑  Bonelli ribalta i Verdi: apre a Grillo, sinistra addio. Affaritaliani. Архів оригіналу за 10 листопада 2013. Процитовано 10 листопада 2013.
9. ↑  Verdi addio, è nata Costituente ecologista. Corriere della Sera. Процитовано 10 листопада 2013.
10. ↑  Constituente ecologista - Un altro blog sull'ecologia e sui finanziari. Constituente ecologista. Архів оригіналу за 1 жовтня 2010.
11. ↑  Ecologia per uscire dalla crisi. Archiviostorico.corriere.it. Процитовано 10 листопада 2013.
12. ↑  Mai più alleanze ogm con il Pd. Corriere della Sera. Процитовано 10 листопада 2013.
13. ↑  News. Corriere della Sera. Процитовано 10 листопада 2013.
14. ↑  Elezioni 2013. Elezioni. Процитовано 10 листопада 2013.
15. ↑  [Chianciano Terme] Bonelli e Zanella eletti portavoce nazionali dei Verdi. gonews.it. 24 листопада 2013. Процитовано 15 жовтня 2016.
16. ↑  Archivio Corriere della Sera. corriere.it. Процитовано 15 жовтня 2016.
17. ↑  ::: Ministero dell'Interno ::: Archivio Storico delle Elezioni. interno.it. Архів оригіналу за 16 серпня 2014. Процитовано 15 жовтня 2016.
18. ↑  L'ex Cinque Stelle Bartolomeo Pepe aderisce ai Verdi. repubblica.it. 26 січня 2015. Процитовано 15 жовтня 2016.
19. ↑  Paola De Pin, ex senatrice M5S passa nei Verdi: "Legge Ecoreati sconfitta per tutti". ilfattoquotidiano.it. 11 червня 2015. Процитовано 15 жовтня 2016.
20. ↑  ADESIONE AL NUOVO PARTITO DEI VERDI - Paola De Pin - Senato della Repubblica. paoladepin.it. 11 червня 2015. Процитовано 15 жовтня 2016.
21. 1 2  senato.it - Senato della Repubblica senato.it - Variazioni nei Gruppi parlamentari. senato.it. Процитовано 15 жовтня 2016.
22. ↑  telenord.it/2017/10/18/lex-grillina-de-pietro-abbandona-i-verdi-il-sole-non-ride-piu
23. ↑  Verdi, Giobbe Covatta è il nuovo portavoce della federazione ecologista. ilfattoquotidiano.it. 15 листопада 2015. Процитовано 15 жовтня 2016.
24. ↑  Rossi, Gilberto (2017). Libera Notizie: Dall'Esecutivo nazionale dedi VERDI; i nuovi incarichi tematici Nazionali.
25. ↑  Per fermare il "Caimano" alleanza ampia di centrosinistra -. 30 листопада 2017.
26. ↑  Referendum: il 73% favorevole ad alleanza con centrosinistra e PD -. verdi.it. 7 грудня 2017.
27. ↑  CENTROSINISTRA: VERDI CON PD, A REFERENDUM 73% PER ALLEANZA CON DEM (2). Affaritaliani.it.
28. ↑  Elezioni, i Verdi dicono sì all'alleanza con il Pd. Al referendum il 73% si è detto favorevole. www.italiaoggi.it.
29. ↑  Ecco "Insieme", la lista ulivista alleata del Pd. Democratica. 28 серпня 2018.
30. ↑  "Insieme", Psi con Verdi e prodiani alleati di Renzi: "Non siamo civette o mosche cocchiere". E c'è chi azzarda: "7-8%" - Il Fatto Quotidiano. 14 грудня 2017.
31. ↑  Ritorna, in piccolo, L'Ulivo e l'avversario è sempre lo stesso: "Siamo gli unici che hanno battuto due volte Berlusconi". 14 грудня 2017. Архів оригіналу за 17 лютого 2018. Процитовано 19 січня 2024. [Архівовано 2018-02-17 у Wayback Machine.]
32. ↑  Che fine hanno fatto i Verdi italiani?. Il Post. 24 жовтня 2018.
33. ↑  Elena Grandi e Matteo Badiali, i nuovi portavoce nazionali dei Verdi -. 2 грудня 2018.
34. ↑  Europee, Verdi con 'Italia in Comune': "Di Maio? Impossibile allearsi con chi va a braccetto con la Lega". Il Fatto Quotidiano. 11 січня 2019.
35. ↑  Europee: i Verdi italiani, con Pizzarotti (aspettando altri) ci saranno: si compone una lista ecologista ed europeista - Eunews. 9 січня 2019.
36. ↑  Marco Affronte. www.facebook.com. Архів оригіналу за 19 січня 2024. Процитовано 19 січня 2024.{{cite web}}:  Обслуговування CS1: bot: Сторінки з посиланнями на джерела, де статус оригінального URL невідомий (посилання)
37. ↑  Pizzarotti "lascia" i Verdi e si schiera con +Europa: in arrivo la lista per Strasburgo. Il Sole 24 ORE. 26 березня 2019.
38. ↑  Europee, la delusione dei Verdi dopo l'addio di Pizzarotti: "Ci avevano cercato loro, potevano dircelo prima". Repubblica.it. 27 березня 2019.
39. ↑  Rossella Muroni: "Lascio Leu e rifondo i Verdi in Parlamento" (Italian) . La Repubblica. Процитовано 3 березня 2021.
40. ↑  Camera, Muroni lascia Leu e passa al Misto per far rinascere i Verdi - Istituzioni e UE - ANSA.it. 3 березня 2021.
41. ↑  Muroni, Fioramonti e Fusacchia riportano i Verdi in Parlamento. Bonelli: "Cediamo il simbolo, altri deputati in arrivo" - Il Fatto Quotidiano. 3 березня 2021.
42. ↑  Muroni "Leu non ha fatto il salto. Lascio e rifondo i Verdi in Parlamento" - Europa Verde. 3 березня 2021.
43. ↑  Nasce Europa Verde,"rilanciamo ambientalismo politico" - Istituzioni e UE - ANSA.it. 11 липня 2021.